# Paulaner Salvator
La Paulaner Salvator è una birra a bassa fermentazione di stile doppelbock prodotta in Germania dal birrificio Paulaner Brauerei.

## Storia
La ricetta della Paulaner Salvator deriva da quella utilizzata per produrre la birra forte e nutriente dei frati appartenenti all'Ordine dei Minimi nel loro convento in Germania, a Monaco di Baviera. La birra era venduta anche all'esterno a partire dal 1634 con il nome di  Lenten, data che ufficializza la nascita del birrificio Paulaner. La birreria dei religiosi fu chiusa nel 1799 ma riprese la produzione per iniziativa di un laico, Franz Xaver Zacherl, che prima affittò la birreria (1805), nel frattempo adibita a prigione, e poi l'acquistò nel 1813 producendo un'originale doppelbock venduta al pubblico. La commercializzazione del prodotto, apprezzato dai consumatori, attirò le ire della concorrenza. L'alta gradazione della birra, consumata in gran quantità, causava facili ubriacature e conseguenti frequenti disordini alla quiete pubblica con relative denunce. Negli atti di uno dei vari processi, tenutosi il 10 settembre 1825, compare per la prima volta il nome Salvator, assegnato a quella peculiare birra. L'autorizzazione del 1837 del re Ludovico II di Baviera a commercializzare quella birra nel periodo di Quaresima fece esplodere il fenomeno della birra Salvator, subito imitata da numerosissimi altri birrai che, non potendo copiarne il nome, assegnarono nomi simili alle loro doppelbock, tutte contraddistinte dal suffisso "-ator" nel marchio. Nel 1928 la Paulaner immise nel mercato la Paulaner Salvator così come oggi conosciuta.

## Descrizione
La birra viene prodotta con malto d'orzo Pilsner (chiaro) e Monaco (scuro), aromatizzata con luppolo di due varietà, Herkules e Hallertauer Tradition, stagionata per nove settimane.
L'odore è molto speziato, con note fruttate e di rabarbaro. La corsa è discontinua e il sapore molto frizzante con finale aromatico ma non persistente.